# Уотсон, Гарри (1898)
Гарольд Эллис Уотсон (Гарри Уотсон) (англ. Harold Ellis "Moose" Watson; 14 июля 1898 — 11 сентября 1957) — канадский хоккеист.

## Биография

### Первые годы
Гарри Уотсон родился в 1898 году в Сент-Джонс Ньюфаундленд.
Его семья переехала жить в Англию, где прожила несколько лет, а в 1913 году вернулась в Канаду.
Гарри, который уже был знаком с хоккеем, был принят в команду Whitby Athletics лиги Хоккейная Ассоциация Онтарио. Через два года Гарри начал играл за команду колледжа Сент-Эндрю, затем, до призыва в армию, за команду Торонто Аура Ли Хоккейная Ассоциация Онтарио
Во время первой мировой войны воевал в Королевских ВВС на истребителе S.E.5. Сбил 6 самолётов противника.

### Спортивная карьера

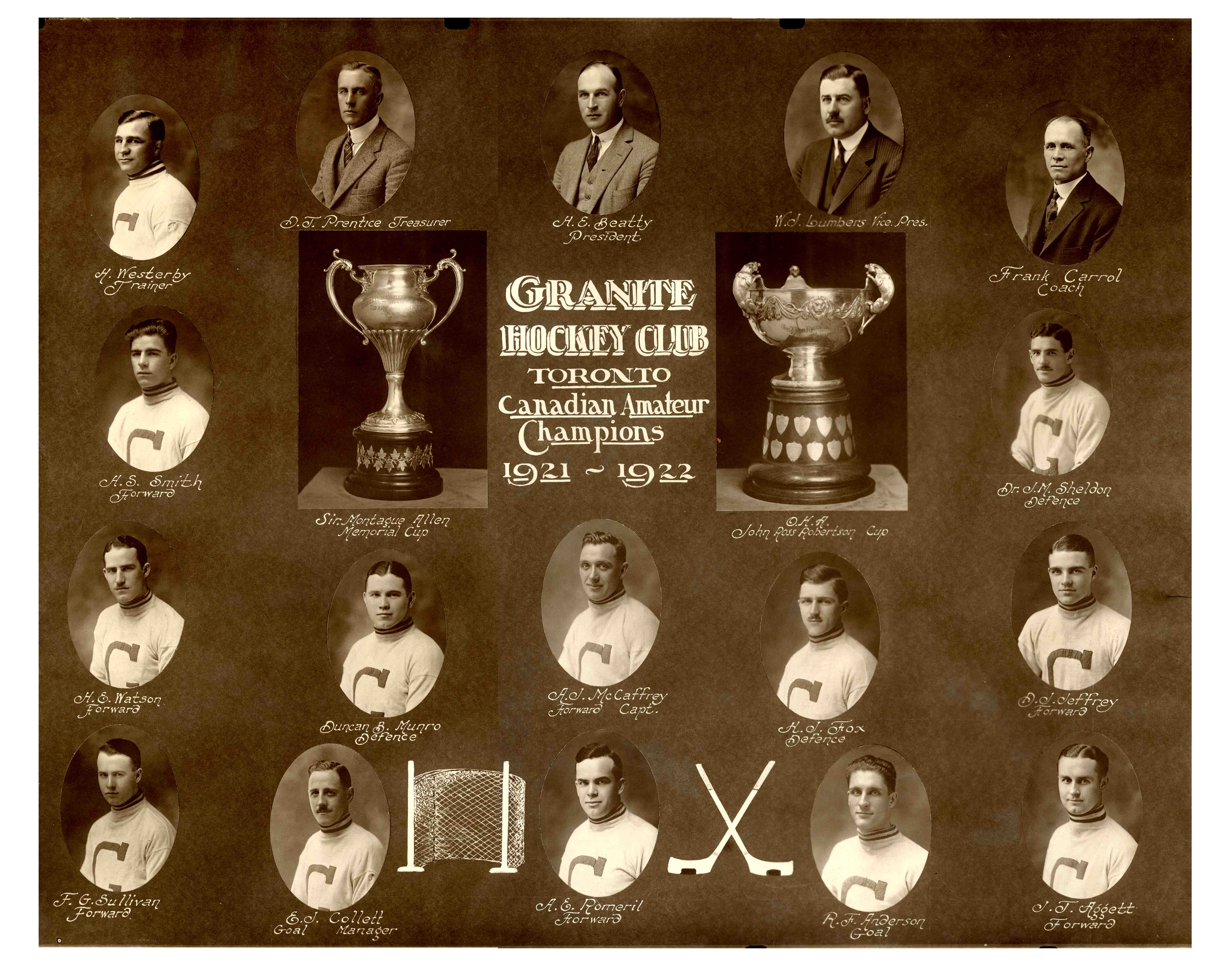
Top row, left to right: Trainer Harry Westerby, treasurer D.T. Prentice, president H.E. Beatty, vice president W.J. Lumbers, and coach Frank Carroll.
Second row: H.S. Smith, Allen Cup, Robertson Cup, and Dr. J.M. Sheldon.
Third row: Harry Ellis Watson, Duncan Brown Munro, captain Albert John McCaffrey, H.J. Fox, and D.J. Jeffrey.
Bottom row: F.G. Sullivan, Ernest John Collett, Alexander Edward Romeril, R.F. Anderson, and J.T. Aggett.

После войны играл за команду «Торонто Денталс». В сезоне 1919/1920 продолжил свою карьеру в команде Торонто Гранитес.
Вместе с командой дважды в 1922 и 1923 годах, победил в Кубке Аллана. После чего команда «Торонто Тайгерс» поехала на первые зимние Олимпийские игры 1924 года, как сборная Канады, где завоевала золотые медали.
После Олимпиады Гарольд Эллис Уотсон (Гарри Уотсон), решил закончить хоккейную карьеру, несмотря на хорошие предложения.

### Тренерская карьера
В 1930 году стал тренером команды Торонто Нэйшнл Си Флис. В 1932 Гарри вместе с командой завоевал ещё один кубок Аллана.

### Зал славы
В 1962 году НХЛ включила Уотсона в Зал славы, а в 1998 году в Зал славы ёго включила ИИХФ.

## Достижения
| Год        | Команда          | Достижение                  |
| ---------- | ---------------- | --------------------------- |
| 1922, 1923 | Торонто Гранитес | Победитель кубка Аллана (2) |

| Год  | Команда | Достижение              | Достижение |
| ---- | ------- | ----------------------- | ---------- |
| 1924 | Канада  | Чемпион Олимпийских игр |            |

| Год  | Команда          | Достижение                         | Достижение |
| ---- | ---------------- | ---------------------------------- | ---------- |
| 1920 | Торонто Гранитес | Вторая команда «All-Star» лиги ОХЛ |            |
| 1922 | Торонто Гранитес | Первая команда «All-Star» лиги ОХЛ |            |
| 1923 | Торонто Гранитес | Первая команда «All-Star» лиги ОХЛ |            |

| Год  | Команда | Достижение               | Достижение |
| ---- | ------- | ------------------------ | ---------- |
| 1924 | Канада  | Лучший бомбардир турнира |            |